# W34
W34 foi uma ogiva nuclear dos Estados Unidos, desenvolvida e implantada na década de 1960, foi depois utilizada como base para o projeto do Python Primário, primário é um termo para a bomba de fissão usada para implodir, aquecer e irradiar nêutrons para o secundário em uma bomba termonuclear.
As dimensões são de 17 polegadas de diâmetro, 34 polegadas de comprimento e pesava 311-320 libras, e tinha um rendimento medio de 11 quilotons de TNT.
O W34 foi utilizado nas bombas Mark 101 Lulu, Mark 45 e Mark 105 Hotpoint.
O Mark 101 Lulu foi fabricada a partir de 1958 e utilizada ate 1971 com um total de 2.000 bombas produzidas, Mark 45 fabricado a partir de 1958 e aposentado em 1976 com 600 bombas e Mark 105 produzido a partir de 1958 e aposentada em 1963 também com 600 bombas produzidas.
Apos estas bombas começarem a serem aposentadas(em 1963) as ogivas W34 foram utilizadas em várias projetos termonucleares entre eles a B28 e W49